# Amphineurus subdecorus
Amphineurus subdecorus är en tvåvingeart som beskrevs av Edwards 1924. Amphineurus subdecorus ingår i släktet Amphineurus och familjen småharkrankar. Inga underarter finns listade i Catalogue of Life.